# Carolina Mariani
Claudia Carolina Mariani Ambrueso (ur. 11 sierpnia 1972 w Buenos Aires) – argentyńska judoczka.
W 1991 zdobyła brązowy medal igrzysk panamerykańskich w wadze do 52 kg. W 1992 po raz pierwszy wystartowała na igrzyskach olimpijskich w wadze do 52 kg. Zajęła 7. miejsce. W pierwszej rundzie zawodów miała wolny los, natomiast w drugiej przegrała z reprezentantką Francji Cécile Nowak.
W 1995 wywalczyła złoty medal mistrzostw Ameryki Południowej w wadze do 53 kg oraz srebrny medal na igrzyskach panamerykańskich w wadze do 52 kg i mistrzostwach świata w wadze do 53 kg.
W 1996 ponownie wystąpiła na igrzyskach olimpijskich, pełniąc wówczas funkcję chorążego reprezentacji Argentyny. Wzięła wtedy udział w zawodach w wadze do 52 kg i podobnie jak cztery lata wcześniej była 7. W pierwszej rundzie miała wolny los, a w drugiej doznała porażki z Francuzką Nathalie Gosselin przez waza-ari. W tym samym roku zdobyła też złoto mistrzostw panamerykańskich w wadze do 53 kg.
W 1997 ponownie wywalczyła złoto na mistrzostwach Ameryki Południowej w wadze do 53 kg. W 1998 zdobyła złoto mistrzostw Iberoameryki w wadze do 52 kg. W 1999 była 8. w wadze do 52 kg na mistrzostwach świata w wadze do 52 kg. Wywalczyła także srebro na igrzyskach panamerykańskich w wadze do 52 kg oraz uniwersjadzie w tej samej wadze.
W 2000 ponownie wystąpiła na igrzyskach olimpijskich w wadze do 52 kg, plasując się na 9. pozycji. W pierwszej rundzie miała wolny los, w drugiej pokonała Shih Pei-chun z Tajwanu przez shido, a w ćwierćfinale przegrała z Legną Verdecią przez yusei-gachi. W repasażach przez ippon została pokonana przez Miren León.